# Expedição 63
Expedição 63 foi a 63ª  missão de longa duração para a Estação Espacial Internacional, iniciada dia 17 de abril de 2020 com o desacoplamento da Soyuz MS-15 e continuará até o desacoplamento da Soyuz MS-16, num tempo dobrado de forma incomum. A Expedição inicialmente do comandante estadunidense Christopher Cassidy, como também os engenheiros de voo russos Anatoli Ivanishin e Ivan Vagner. A expedição recebeu a tripulação do Crew Dragon Demo-2 no dia 31 de maio de 2020, a primeira missão tripulada da SpaceX. Os dois tripulantes, Douglas Hurley e Robert Behnken ficaram na ISS por um curto período (como parte da Expedição 63), ajudando nas pesquisas realizadas na estação e várias caminhadas espaciais.

## Tripulação
| Referências         | 2020                | 2020                | 2020                | 2020                | 2020                | 2020                | 2020                | 2020                | 2020                 |
| Posição             | Abril               | Maio                | Maio                | Junho               | Julho               | Agosto              | Agosto              | Setembro            | Outubro              |
| ------------------- | ------------------- | ------------------- | ------------------- | ------------------- | ------------------- | ------------------- | ------------------- | ------------------- | -------------------- |
| Comandante          | Christopher Cassidy | Christopher Cassidy | Christopher Cassidy | Christopher Cassidy | Christopher Cassidy | Christopher Cassidy | Christopher Cassidy | Christopher Cassidy | Christopher Cassidy  |
| Engenheiro de voo 1 | Anatoli Ivanishin   | Anatoli Ivanishin   | Anatoli Ivanishin   | Anatoli Ivanishin   | Anatoli Ivanishin   | Anatoli Ivanishin   | Anatoli Ivanishin   | Anatoli Ivanishin   | Anatoli Ivanishin    |
| Engenheiro de voo 2 | Ivan Vagner         | Ivan Vagner         | Ivan Vagner         | Ivan Vagner         | Ivan Vagner         | Ivan Vagner         | Ivan Vagner         | Ivan Vagner         | Ivan Vagner          |
| Engenheiro de voo 3 |                     |                     | Douglas Hurley      | Douglas Hurley      | Douglas Hurley      | Douglas Hurley      |                     |                     | Sergei Ryjikov       |
| Engenheiro de voo 4 |                     |                     | Robert Behnken      | Robert Behnken      | Robert Behnken      | Robert Behnken      |                     |                     | Sergey Kud-Sverchkov |
| Engenheira de voo 5 |                     |                     |                     |                     |                     |                     |                     |                     | Kathleen Rubins      |

### Voo experimental
| Missão | Astronautas | Acoplagem (UTC)             | Desacoplamento (UTC)         | Duração       |
| ------ | --- | --------------------------- | ---------------------------- | ------------- |
| Demo-2 | Douglas Hurley Robert Behnken | 31 de maio de 2020 14h16min | 1 de agosto de 2020 23h35min | 63d, 8h e 45m |
| Demo-2 | A Crew Dragon Demo-2 foi lançada dia 30 de maio e acoplou com a Estação ~19 horas depois, sendo o primeiro voo teste tripulado da espaçonave Crew Dragon da SpaceX. |                             |                              |               |